# Alicante (vino)
Alicante es una denominación de origen vinícola de la provincia de Alicante, en España. La zona vinícola se divide en dos subzonas: La Marina, en la costa norte alicantina, y la de Vinalopó, que se extiende hasta los límites con Castilla-La Mancha y la Región de Murcia. Tiene una extensión de 14.256 ha y cuenta con 50 bodegas inscritas. Obtuvo la calificación de denominación de origen en el año 1932.
Esta denominación obtuvo su registro ante la Unión Europea el 13 de junio de 1986. También cuenta con registro ante la Organización Mundial de la Propiedad Intelectual desde 22 de junio de 2021.

## El entorno
La altitud media de los viñedos es de 600 metros. Los suelos son principalmente calizos, sanos y con nula presencia de materia orgánica. El clima es mediterráneo tendiendo a continental hacia el interior con una pluviometría entre los 300 mm (Subzona Alicante) y los 500 mm (Subzona La Marina).
Los vinos dulces en Alicante son una producción minoritaria. Sin embargo su tradición cultural, su amplia gama y sus personales características los han hecho más famosos que incluso sus vinos tintos tranquilos (estos sí mayoritarios). A ello contribuye sin duda el peso de una tradición. Una tradición enológica que ha estado durante años formando parte de una cultura gastronómica de esencia mediterránea. Junto con la almendra, la miel, las frutas frescas y las secas, los moscateles han formado un muestrario perfecto de agricultura variada, minifundista, de tradición árabe, casi inalterable durante siglos. Y de perfecto entendimiento hombre-campo.
en valencia
Destacan dos subzonas dentro de la misma Denominación de Origen. Por un lado la subzona de la Marina - zona de costa - donde predomina la variedad de uva moscatel y donde principalmente se elaboran vinos dulces y blancos. Por otro lado destaca la subzona del Alt Vinalopó donde predomina la variedad monastrell destacando por sus vinos tintos.

## Uvas
- Tintas: Garnacha, Monastrell, Giró, Tempranillo, Bobal, Cabernet Sauvignon, Merlot, Pinot Noir y Syrah
- Blancas: Moscatel de Alejandría, Planta Fina, Merseguera, Chardonnay, Verdil, Sauvignon Blanc, Airén y Macabeo.

## Añadas
- 1980 Buena
- 1981 Buena
- 1982 Buena
- 1983 Regular
- 1984 Regular
- 1985 Buena
- 1986 Regular
- 1987 Muy buena
- 1988 Buena
- 1989 Buena
- 1990 Muy buena
- 1991 Buena
- 1992 Buena
- 1993 Buena
- 1994 Buena
- 1995 Buena
- 1996 Buena
- 1997 Buena
- 1998 Muy buena
- 1999 Muy buena
- 2000 Muy buena
- 2001 Muy buena
- 2002 Buena
- 2003 Buena
- 2004 Muy buena
- 2005 Muy buena
- 2006 Excelente
- 2007 Muy buena
- 2008 Excelente
- 2009 Muy buena
- 2010 Muy buena

## Bodegas
Listado de Bodegas adscritas a la D.O. Alicante - Actualizado en julio de 2020
Fuente: Consejo Regulador D.O. Alicante
- Agroxaló, S.L.
- Alejandro Pérez Martínez
- A.Y M. Navarro, S.L.
- Bod. Agro-Castelló, S.L.
- Bodegas Antonio Llobell Cardona
- Bodegas Bernabé navarro, S.L.
- Bodegas Bocopa
- Bodega Coop. Agrícola de Ibi
- Bodega Coop. Agrícola Petrer
- Bodega Coop. de Algueña
- Bodega Coop. de Castalla
- Bodega Coop. Divina Aurora
- Bodega Coop. de La Romana
- Bodega Coop. de Monóvar
- Bodega Coop. Ntra. Sra. Del Carmen
- Bodega Coop. Ntra. Sra. de las Virtudes
- Bodega Coop. San Blas
- Bodega Coop. Santa Catalina del Mañán
- Bodega Coop. San Vicente Ferrer
- Bodega Coop. Virgen de la Salud
- Bodegas Enrique Mendoza, S.L.
- Bodegas Estevan
- Bodega Francisco Gómez Hdez.
- Bodega Mª Victoria Escandell
- Bodegas Murviedro, S.A.
- Bodegas Parcent
- La Bodega de Pinoso
- Bodegas Sanbert, S.L.
- Bodegas y Viñedos El Seque, S.A.
- Brotons, Vinos y Aceites, S.L.
- Bodegas Xaló
- Carmen Verdú Verdú
- Casa Agrícola Pepe Mendoza
- Celler Les Freses
- Felix Albert Verdú
- Francisco Yago Puche
- Gutiérrez de la Vega
- Heretat de Cesilia
- J. García Carrión, S.A.
- Martín Belda Juan
- Narciso Bernal Ochoa
- Primitivo Quiles, S.L.
- Salvador Poveda, S.A.
- Bodegas Porsellanes
- Sierra Salinas, S.L.
- Sol de la Encina
- Vicente Gandía
- Vins del Comtat, S.L.
- Bodega Cup de la Muntanya, S.L.